# Theoklytos
Theoklytos (altgr. Θεόκλυτος = der Gott um Erhöhung anfleht, lat. Theoclytus), der Priester des Apollon Karneios, war der dritte Karneenpriester, der über Sikyon regierte. Nach Eusebius von Caesarea regierte er 4 Jahre, was eher ungewöhnlich war; Sextus Iulius Africanus schreibt ihm jedoch nur ein Jahr zu. Nach ihm übernahm der Priester Euneos die Regierung.